# Dactylethrella
Dactylethrella là một chi bướm đêm thuộc họ Gelechiidae.